# Montecristo (telenovela argentina)
Montecristo è una telenovela argentina prodotta da Telefe nel 2006. Ebbe grande successo sia a livello nazionale che internazionale, tanto che in patria la prima puntata, trasmessa il 26 aprile, ebbe 27.4 punti di rating, e gli ascolti si incrementarono col passare del tempo.
La trama consiste in un adattamento moderno del romanzo Il conte di Montecristo di Alexandre Dumas, con l'aggiunta di tematiche riguardanti la società argentina, come ad esempio quella dei desaparecidos.
I protagonisti sono interpretati da Pablo Echarri e Paola Krum. Gli antagonisti sono interpretati da Joaquín Furriel, Oscar Ferreiro e Roberto Carnaghi.
La telenovela ebbe così tanto successo che ebbe tanti adattamenti in vari paesi, tra i quali in Italia la fiction Un amore e una vendetta.
In Argentina ebbe un riconoscimento dal Senado de la Nación Argentina, ed il prestigioso premio televisivo Martín Fierro de Oro.

## Trama
La storia inizia in Argentina nel 1995. Santiago Díaz Herrera è un brillante avvocato che pianifica di sposarsi con Laura Ledesma. Ma la sua vita cambia completamente quando suo padre, un giudice, scopre che il padre di Marcos Lombardo, il migliore amico di Santiago, aveva avuto dei rapporti con un centro clandestino durante la dittatura militare. Alberto Lombardo viene a sapere delle indagini del giudice Herrera, e decide di fare di tutto affinché il suo nome non venga macchiato. Quindi fa uccidere il giudice tramite un sicario. E, per eliminare il figlio del giudice Santiago, manda lui e suo figlio Marcos in un viaggio in Marocco. Marcos, avendo tradito il suo amico, fugge dal Marocco credendo Santiago morto, invece era stato rinchiuso in un carcere.
Marcos, approfittando della disperazione di Laura, la sostiene e alla fine le chiede di sposarlo. Laura accetta perché è incinta, e vuole che suo figlio abbia un padre. Intanto Santiago nel carcere conosce Ulises, un vecchio saggio che diventa suo amico. Ulises gli rivela l'esistenza di un tesoro e gli riferisce tutte le informazioni per trovarlo.
Passano dieci anni. Santiago, dopo la morte di Ulises in un incendio, riesce a fuggire dal carcere. È aiutato da Victoria, una chirurga plastica argentina che vive in Spagna, a lasciare il paese. Prima di tornare in Argentina, Santiago contatta León Rocamora, socio di Ulises, e si associano per la ricerca del tesoro. I due, tornati in Argentina, trovano il tesoro. Successivamente Santiago incontra Ramón, un attore che salva dai guai, e che inizia a lavorare per lui. Inizia a pianificare la propria vendetta per tutto quello che ha subito in precedenza, con la collaborazione di Victoria, Rocamora e Ramón. Nei suoi piani di vendetta è inclusa anche Laura, adesso moglie del suo peggior nemico. Ma Santiago non è a conoscenza di tutto quello che le è successo, e soprattutto che lui è il padre di Matías, il figlio di Laura.

## Personaggi

### Personaggi primari
| Attore o attrice   | Personaggio              | Puntate |
| ------------------ | ------------------------ | ------- |
| Pablo Echarri      | Santiago Díaz Herrera    | 1 - 145 |
| Paola Krum         | Laura Sáenz              | 1 - 145 |
| Joaquín Furriel    | Marcos Lombardo          | 1 - 145 |
| Oscar Ferreiro     | Alberto Lombardo         | 1 - 145 |
| Viviana Saccone    | Victoria Sáenz           | 1 - 145 |
| Roberto Carnaghi   | Lisandro Donosso         | 1 - 145 |
| Rita Cortese       | Sara María Carusso       | 1 - ¿?  |
| Luis Machín        | Wilson Altemar Contreras | 3 - 145 |
| Esteban Pérez      | Luciano Mazello          | 1 - ¿?  |
| Virginia Lago      | Helena Luján             | 1 - 145 |
| Mónica Scapparone  | Dolores                  | 1 - 145 |
| Celina Font        | Milena Salcedo           | 2 - 145 |
| María Abadi        | Érica Donosso            | 1 - 145 |
| Maximiliano Ghione | Ramón Ortega             | 7 - 145 |
| María Onetto       | Leticia Monserrat        | 1 - 145 |
| Victoria Rauch     | Valentina Lombardo       | 1 - 145 |
| Milton de la Canal | Matías Díaz Herrera      | 1 - 145 |
| Eugenia Aguilar    | Camila Lombardo          | 1 - 145 |
| Horacio Roca       | Pedro                    | 1 - 145 |

### Personaggi secondari
| Attore o attrice | Personaggio  | Puntate        | Numero di puntate |
| ---------------- | ------------ | -------------- | ----------------- |
|                  | Clementi     | 2 -            |                   |
| Rafael Amargo    | Iñaki        | 3 - 5, 42 - 46 | 8                 |
| Soledad Comasco  | Mariana      | 3 -            |                   |
|                  | Serafini     | 6 - 7          | 2                 |
| Fabián Arenillas | D'alessio    | 6 - 7          | 2                 |
| Julieta Novarro  | Ana Medina   | 6 - 52         | 19                |
| Hector Malamud   | Martínez     | 12 - 36        | 5                 |
| Sebastian Boscán | Camilo       | 13 -           |                   |
|                  | Mirna        | 14 -           |                   |
| Pablo Razuk      | Vito Cosutti | 15 - 32        | 15                |
| Violeta Lo Re    |              | 17             | 1                 |
| Mario Moscoso    | Vecino       | ¿? - ¿?        |                   |

### Partecipazioni speciali
| Attore o attrice | Personaggio          | Puntate           | Numero di puntate |
| ---------------- | -------------------- | ----------------- | ----------------- |
| Mario Pasik      | Horacio Díaz Herrera | 1, 72             | 1                 |
| Ulises Dumont    | Ulises               | 1 - 9,            | 5                 |
| Jessica Schultz  | Úrsula               | 8 -               |                   |
| Lucrecia Capello | Susana Díaz          | 45 - 48, 54 - 55, |                   |
| Alejandro Fiore  | Patricio Tamargo     | 55 -              |                   |
| Adrián Navarro   | Federico Solano      | 64 -              |                   |
| Marcelo Alfaro   |                      | 81 -              |                   |
| María Fiorentino | Maria Solano         |                   |                   |
| Nora Cárpena     | Mercedes             |                   | ¿? - 145          |